# Кабаргин, Борис Алексеевич
Борис Алексеевич Кабаргин (1945—2014) — министр физической культуры, спорта и туризма Ростовской области, Заслуженный работник физической культуры Российской Федерации; кандидат педагогических наук, доцент (1998).
Автор более 10 научных работ. 

## Биография
Родился 10 сентября 1945 года в Ростове-на-Дону. 
В 1968 году окончил Ростовский институт инженеров железнодорожного транспорта (ныне Ростовский государственный университет путей сообщения). Также получил еще два высших образования — журналистское и физкультурное.

Памятная доска в Ростове-на-Дону

В 1989 году он был назначен на должность министра спорта Ростовской области, проработав на этом посту более двадцати лет. В течение пятнадцать лет был председателем контрольно-ревизионной комиссии Олимпийского комитета России, заместителем председателя Олимпийского совета Ростовской области.
Умер 27 марта 2014 года в Ростове-на-Дону.
Б. А. Кабаргин — Заслуженный работник физической культуры России, награждён медалями ордена «За заслуги перед Отечеством» I и II степеней, а также серебряным Олимпийским орденом Международного олимпийского комитета, благодарностью Президента Российской Федерации (1997). 
На здании, где он работал в 1984—2008 годах (улица Красноармейская, 68), ему установлена памятная доска.